# Vesela jesen 1979
XIII. Vesela jesen je potekala 22. septembra 1979 v dvorani B mariborskega sejmišča v organizaciji Društva glasbenih delavcev Harmonija. Vodila sta jo Metka Šišernik-Volčič in Vinko Šimek, orkestru pa je dirigiral Edvard Holnthaner.

## Tekmovalne skladbe
| #   | Izvajalec                    | Pesem                      | Avtor glasbe / besedila / aranžmaja                  | Nagrade                                |
| --- | ---------------------------- | -------------------------- | ---------------------------------------------------- | -------------------------------------- |
| 1.  | Branka Kraner                | Ciganka Rezika             | Jože Kreže / Toni Gašperič / Jani Golob              |                                        |
| 2.  | Irena Kohont & Edvin Fliser  | Hmeljska princesa          | Jože Kreže / Miroslav Slana / Werner Ussar           |                                        |
| 3.  | Alenka Pinterič              | Trimarija                  | Jože Mali / Miroslav Slana / Werner Ussar            |                                        |
| 4.  | Rajko Stropnik               | Šranganje                  | Rajko Stropnik / Rajko Stropnik / Edvard Holnthaner  |                                        |
| 5.  | Sonja Gabršček & Braco Koren | En Gašp'r je živu          | Bojan Lavrič / Bojan Lavrič / Edvard Holnthaner      | 1. nag. občinstva                      |
| 6.  | Jože Kobler                  | Faušija                    | Dušan Porenta / Rasto Reven / Jani Golob             | 3. nag. občinstva, 3. nag. za besedilo |
| 7.  | Edvin Fliser                 | Muada Nežka                | Dušan Porenta / Jelka Žmuc / Mojmir Sepe             |                                        |
| 8.  | Mariborski vokali            | Pebi postaulajo kuope      | Renato Lah / Jelka Žmuc / Edvard Holnthaner          | 2. nag. občinstva                      |
| 9.  | Braco Koren                  | Na turn so ga prvezale     | Bojan Adamič / Dušan Bižal / Bojan Adamič            |                                        |
| 10. | Tatjana Dremelj              | Pridi f toti Maribor       | Antoša Resnik / Marička Cilenšek / Edvard Holnthaner |                                        |
| 11. | Meri Avsenak                 | Gremo na dirke             | Emil Glavnik / Manko Golar / Bojan Adamič            |                                        |
| 12. | Ivek Baranja                 | Grem na prejo              | Silvester Mihelčič / Toni Gašperič / Bojan Adamič    |                                        |
| 13. | Milan Petrovič               | Kmečki kolendri            | Milan Petrovič / Miro Lotmerški / Werner Ussar       |                                        |
| 14. | Rudi Trojner                 | Dere so babe mrkefco plele | Marjan Golob / Miroslav Slana / Edvard Holnthaner    |                                        |
| 15. | Rahela Lešnik                | U podjune je e:da že zreva | Marjan Golob / Mirko Černač / Edvard Holnthaner      |                                        |
| 16. | Duo Kora                     | Grubanje                   | Milan Kamnik / Milan Kamnik / Edvard Holnthaner      | zlati klopotec                         |